# Мятликов, Михаил Михайлович
Михаи́л Миха́йлович Мя́тликов (бел. Міхаіл Міхайлавіч Мятлікаў; род. 5 февраля 1964, Довск, Гомельская область) — белорусский государственный деятель. Чрезвычайный и Полномочный Посол Республики Беларусь в Грузии (2016—2022). В настоящее время председатель Белорусской торгово-промышленной палаты (с 2022 года).

## Биография
Родился 5 февраля 1964 года в Довске Гомельской области.
В 1987 году окончил Белорусский политехнический институт по специальности «Литейное производство чёрных и цветных металлов».
В 1986—1997 годы работал в молодёжных и общественных организациях. С 5 февраля 1997 года — первый заместитель Председателя Государственного комитета по делам молодёжи Республики Беларусь.
В 2000 году окончил Академию управления при Президенте Республики Беларусь по специальности «Внешняя политика и дипломатия». Руководил Представительством Орловской области Российской Федерации в Республике Беларусь (2000—2003), был директором производственно-торгового частного унитарного предприятия «Белакватрейдсервис» (2003—2006).
С 2006 года — главный советник, заместитель руководителя секретариата Премьер-министра Республики Беларусь, с 2007 года — руководитель секретариата Премьер-министра. В 2011—2016 годы — председатель Белорусской торгово-промышленной палаты.
С 12 июля 2016 года по 10 февраля 2022 года — Чрезвычайный и Полномочный Посол Республики Беларусь в Грузии.
С 6 апреля 2022 года — председатель Белорусской торгово-промышленной палаты.

## Награды
- Орден Почёта (17 июня 2024 года) — за многолетний плодотворный труд, высокий профессионализм, образцовое исполнение служебных обязанностей, активное участие в общественно-политической жизни страны, смелость и решительность, проявленные при спасении людей на воде и во время пожара, заслуги в воинской и государственной службе, охране государственной границы, значительный личный вклад в обеспечение законности и правопорядка, борьбу с преступностью, совершенствование налоговой системы, развитие реального сектора экономики и внешнеэкономических связей, ветеранского движения, воспитание подрастающего поколения, отличные достижения в строительстве, образовании и культуре[6],
- Медаль «За трудовую доблесть»,
- Почётная грамота Правительства Москвы (30 октября 2009 года) — за большой вклад в развитие сотрудничества между Москвой и Республикой Беларусь[7],
- Почётная грамота Совета Министров Республики Беларусь (2014)[1].